# Ingeborg Nilsson
Hedvig Paulina Ingeborg "Bojan" Nilsson, född 7 september 1880 i Göteborg, död 24 juni 1972 på Höstsol i Täby, var en svensk skådespelare. Hon var gift med skådespelaren Eugen Nilsson.

## Filmografi
- 1912 – Två bröder
- 1922 – Anderssonskans Kalle

## Teater

### Roller (ej komplett)
| År   | Roll                     | Produktion                                                           | Regi            | Teater           |
| ---- | ------------------------ | -------------------------------------------------------------------- | --------------- | ---------------- |
| 1910 | Fru Silfverspets         | Småstadsfolk Algot Sandberg                                          |                 | Folkteatern      |
| 1910 |                          | Lidingökungen Harald Leipziger                                       |                 | Folkteatern      |
| 1911 |                          | Ljusets riddarvakt Ture Nerman                                       |                 | Folkteatern      |
| 1911 |                          | 33.333 Algot Sandberg                                                |                 | Folkteatern      |
| 1911 |                          | Julklappen (En julegave) Walter Christmas                            |                 | Folkteatern      |
| 1914 | Aina Sjölund             | Pojkarna på Storholmen Sigurd Wallén                                 |                 | Folkteatern      |
| 1915 |                          | Kring kvinnan                                                        |                 | Folkteatern      |
| 1915 |                          | Kvarnen vid storgården Paul Hallström                                |                 | Folkteatern      |
| 1915 |                          | Tattar-Ingrid Algot Sandberg                                         | Algot Sandberg  | Folkteatern      |
| 1915 |                          | I mobiliseringstider Gustav von Moser                                |                 | Folkteatern      |
| 1915 |                          | Hattmakarens bal Selfrid Kinmanson                                   |                 | Folkteatern      |
| 1918 | Domherren Arbetarhustrun | Tokstollar, revy Emil Norlander                                      |                 | Södra Teatern    |
| 1918 |                          | Filmkungen, eller Klockan 8 börjar revolutionen, revy Emil Norlander | Axel Hultman    | Kristallsalongen |
| 1923 |                          | Ebberöds bank Axel Breidahl och Axel Frische                         | Sigurd Wallén   | Södra Teatern    |
| 1924 |                          | Ebberöds bank Axel Breidahl och Axel Frische                         | Sigurd Wallén   | Södra Teatern    |
| 1926 | Dagmar Rapp i Dagsposten | Dagens hjälte Carlo Keil-Möller                                      | Rune Carlsten   | Södra Teatern    |
| 1926 |                          | Kopparbröllop Svend Rindom                                           | Oskar Textorius | Södra Teatern    |

### Fotnoter
1. ↑  ”Ingeborg Nilsson”. Svensk Filmdatabas. http://sfi.se/sv/svensk-filmdatabas/Item/?type=PERSON&itemid=57517. Läst 18 februari 2013.
2. ↑  ”Teater, konst, litteratur”. Dagens Nyheter:  s. 7. 24 september 1910. https://arkivet.dn.se/sok/?searchTerm=&fromPublicationDate=1910-09-24&toPublicationDate=1910-09-24. Läst 8 augusti 2015.
3. ↑  ”Teater, konst, litteratur”. Dagens Nyheter:  s. 6. 18 oktober 1910. http://arkivet.dn.se/arkivet/tidning/1910-10-18/14530/6. Läst 19 juli 2015.
4. ↑  ”Teater, konst, litteratur”. Dagens Nyheter:  s. 6. 25 augusti 1911. http://arkivet.dn.se/arkivet/tidning/1911-08-25/14831/6. Läst 2 augusti 2015.
5. ↑  ”Teater, konst, litteratur”. Dagens Nyheter:  s. 6. 17 november 1911. http://arkivet.dn.se/arkivet/tidning/1911-11-17/14915/6. Läst 19 juli 2015.
6. ↑  O.H. (15 oktober 1911). ”Teater och musik: Folkteatern”. Aftonbladet:  s. 4. https://tidningar.kb.se/p714t9c11f59f8k/part/1/page/4. Läst 21 april 2024.
7. ↑  ”Teater, konst, litteratur”. Dagens Nyheter:  s. 7. 6 oktober 1914. https://arkivet.dn.se/sok/?searchTerm=&fromPublicationDate=1914-10-06&toPublicationDate=1914-10-06. Läst 15 juli 2015.
8. ↑  ”Folkteatern”. Dagens Nyheter:  s. 6. 6 maj 1915. https://arkivet.dn.se/sok/?searchTerm=&fromPublicationDate=1915-05-06&toPublicationDate=1915-05-06. Läst 15 juli 2015.
9. ↑  ”Teater, konst, litteratur”. Dagens Nyheter:  s. 8. 27 augusti 1915. https://arkivet.dn.se/tidning/1915-08-27/231A/8. Läst 25 december 2020.
10. ↑  ”Teater, konst, litteratur”. Dagens Nyheter:  s. 9. 8 oktober 1915. http://arkivet.dn.se/arkivet/tidning/1915-10-08/273A/9. Läst 15 juli 2015.
11. ↑  ”Folkteatern”. Dagens Nyheter:  s. 8. 22 oktober 1915. http://arkivet.dn.se/arkivet/tidning/1915-10-22/287A/8. Läst 15 juli 2015.
12. ↑  ”Teater, konst, litteratur”. Dagens Nyheter:  s. 8. 4 november 1915. https://arkivet.dn.se/tidning/1915-11-04/300A/8. Läst 25 december 2020.
13. ↑  Erik Ljungberger, red (1918). ”Teateralmanack”. Svenska scenen (2):  sid. 12. https://sv.wikisource.org/w/index.php?title=Svenska_scenen_2,_1918&oldid=174993. Läst 9 juli 2015.
14. ↑  ”Filmkungen eller Kl. 8 börjar revolusitionen”. Musikverket. https://calmview.musikverk.se/CalmView/Record.aspx?src=CalmView.Performance&id=P16960&pos=2. Läst 21 april 2024.
15. ↑  ”Teater och Musik”. Dagens Nyheter:  s. 6. 28 augusti 1923. http://arkivet.dn.se/arkivet/tidning/1923-08-28/232/6. Läst 26 juli 2015.
16. ↑  ”Teater och Musik”. Dagens Nyheter:  s. 8. 26 augusti 1924. http://arkivet.dn.se/arkivet/tidning/1924-08-26/232/8. Läst 27 juli 2015.
17. ↑  ”Teater och Musik”. Dagens Nyheter:  s. 14. 30 januari 1926. http://arkivet.dn.se/arkivet/tidning/1926-01-30/28/14. Läst 24 januari 2016.
18. ↑  Oscar Rydqvist (31 januari 1926). ”'Dagens hjälte' på Södra teatern”. Dagens Nyheter:  s. 12. http://arkivet.dn.se/arkivet/tidning/1926-01-31/29/12. Läst 24 januari 2016.
19. ↑  ”Teater och Musik”. Dagens Nyheter:  s. 8. 24 april 1926. http://arkivet.dn.se/arkivet/tidning/1926-04-24/109/8. Läst 24 januari 2016.